# Rodópis (planta)
Rodópis (Rhodopis) é um género botânico pertencente à família Fabaceae.